# Перметі (округ)
Перметі, Пармет (алб. Rrethi i Përmetit) — один з 36 округів Албанії, розташований на південному сході країни.
Округ займає територію 929 км² і відноситься до області Гірокастра. Адміністративний центр — місто Пермет.
Половину населення складають греки і аромуни. Відроджується православна і мусульманська віра, серед мусульман половина віруючих — бекташи.

## Географічне положення
Округ включає в себе долину річки Вьоса від грецького кордону до ущелини Кельціра і прилеглі долини. Долина річки оточена високими горами. На сході йде паралельно річці гірський хребет Немерчка (Nemërçka) досягає висоти 2484 м, а гора Mali i Dhëmbet — 2090 м. На сході гори нижчі — лише окремі вершини перевищують 1500 м. Однак місцевість важкодоступна. Тут розташований великий національний парк площею 1200 га.

## Транспорт
В гірську долину Вьоса найлегше потрапити з Тепелєни. Гірська дорога веде з міста колонією в Корчу через Ерсеку.

## Пам'ятки і культура
Округ традиційно славиться своїм вином і ракією — виноградним самогоном. Всій Албанії відомо село Фрашері — батьківщина братів Абдули, Наїма і Самі Фрашері, які боролися за незалежність Албанії.
Адміністративний центр, місто Перметі, часто називають «містом троянд» за його мальовничі види і великику кількість квітів. Місто відоме і своєю фольклорною музикою.

## Адміністративний поділ
Територіально округ розділений на міста Пермет і Кельцюра і 7 громад: Ballaban, Çarçova, Dishnica, Frashër, Petran, Qendër Piskova, Suka.